# Aurel (écrivain)
 (novembre 2012).
Pour les articles homonymes, voir Aurel et Faucamberge.
Aurel, née Aurélie Octavie Gabrielle Antoinette de Faucamberge le 31 août 1869 à Cherbourg, et morte le 26 juin 1948 à Paris 17e, est une femme de lettres française.

## Biographie
Elle naît le 31 août 1869 à Cherbourg, de Raymond de Faucamberge (alors capitaine au 60ème régiment de ligne, né le 13 mars 1835 à Caen) et d'Octavie Virginie Filippi de Fabÿ (née le 16 juillet 1847 à Paris).
Après des études à Paris, Aurélie de Faucamberge épouse le peintre paysagiste Cyrille Besset, puis le 5 avril 1906 à Nice, l'écrivain et journaliste Alfred Mortier.
De 1915 à sa mort, elle tient un salon littéraire, en son hôtel particulier, 20 rue du Printemps à Paris, où elle reçoit entre autres Jean Cocteau, Max Jacob, Lucie Delarue-Mardrus, Sibilla Aleramo, Anna de Noailles, Guillaume Apollinaire. Son salon est épinglé par Paul Léautaud. (On notera qu'Aurel et Léautaud auront longtemps des « rapports très conflictuels »).
Sa signature autographe (Aurel) figure sur l'un des feuillets signés par les convives du banquet mémorable donné le 31 décembre 1916 en honneur d'Apollinaire à l'Ancien Palais d'Orléans de l'avenue du Maine.
En 1933, elle fonde et préside le Cercle littéraire et artistique de Grasse[réf. nécessaire].
Elle est l'autrice de nombreux[Lesquels ?] essais et romans sensuels consacrés au couple moderne[évasif].
Veuve, elle meurt le 26 juin 1948 en son hôtel particulier, et est inhumée le 30 juin 1948 au cimetière de Montmartre (division 5),.

## Principales œuvres
- Sans halte, La Plume, 1901, 163 p.
- Les Jeux de la flamme, Mercure de France, 1906, 362 p.
- Pour en finir avec l’amant, Mercure de France, 1908, 251 p.
- Voici la Femme, préférences, Sansot, 1909, 347 p.
- Le Couple, Essai d’entente, Figuière, 1911, 350 p.
- La Semaine d’amour, Mercure de France, 1913, 364 p.
- Les Saisons de la mort, Figuière, 1916, 275 p.
- Rodin devant la femme: Fragments inédits de Rodin. Sa technique par lui-même, 1919, 231 p.[10]
- Le Devoir de grâce en amour… (avec Sirieyx de Villers), 1923, 173 p.
- Le Drame d’être deux (Avec Han Ryner), les Éditions du Fleuve, 1924, 287 p.
- La Conscience embrasée. Les Sœurs de Chateaubriand, Louise Ackermann, Marie Lenéru, Lucie Delarue-Mardrus, Jacques-Trève, Marie Dauguet, Marie Noël, Hélène Jung Radot, 1927, 227 pages
- Pages choisies, avec une préface de Gonzague Truc, Eugène Figuière, 1927
- L’Art d’aimer, Fayard, 1927, 2 vol.
- Le Miracle de la chair (2e volume de l’Art d’aimer ?)
- La vierge involontaire, Albert Messein, 1930
- L’Amour par lettres, Albert Messein, 1932, 217 p.
- Opinions morales et esthétiques I – La Vie et ses rongeurs, Albert Messein, 1934, 320 p.
- L’Art de joie, Éditions de l’Institut Pelman, 1935, 219 p.
- La Flamme aux yeux (1936 ?), 207 p.
- Tu es fort, Messein, 1938, 287 p.
- Le Nouvel art d’aimer, Presses universitaires de France, 1941, 172 p.
- L’homme de ma vie. Alfred Mortier… La Tour du guet, 1947, 369 p.
- Les Poètes et nous, Didry, 1953. 271 p.

## Distinction
Chevalier de la Légion d'honneur, décret du 21 janvier 1936